# Chalcotropis praeclara
Chalcotropis praeclara là một loài nhện trong họ Salticidae.
Loài này thuộc chi Chalcotropis. Chalcotropis praeclara được Eugène Simon miêu tả năm 1902.